# Портленд Тимберс
«По́ртленд Ти́мберс» (англ. Portland Timbers) — американский профессиональный футбольный клуб из города Портленд, штата Орегон, США. С 2011 года выступает в MLS, высшей профессиональной футбольной лиге США и Канады. Чемпион MLS 2015 года. Клуб стал четвёртым в династии футбольных команд носящих название «Портленд Тимберс», существовавших в городе в прошлом.

## История
История названия клуба берёт начало из 1975 года, когда первый «Портленд Тимберс» начал выступать в оригинальной Североамериканской футбольной лиге. Второй «Портленд Тимберс» выступал во второй половине 1980-х годов. Третий «Портленд Тимберс» в течение 10 сезонов, с 2001 по 2010, выступал в лигах второго уровня, и на его основе был образован современный клуб.
20 марта 2009 года MLS присудила франшизу городу Портленд, вступление в лигу клуба, сохранившего название «Портленд Тимберс», было намечено на 2011 год.
10 августа 2010 года первым главным тренером «Тимберс» в MLS был назначен Джон Спенсер. Гэвин Уилкинсон, тренировавший «Тимберс» во втором дивизионе, занял должность генерального менеджера — технического директора.
19 октября 2010 года клуб MLS «Портленд Тимберс» подписал четырёх первых игроков — Стив Кронин, Райан Поур и Брайт Дайк выступали за клуб USSF D2 «Портленд Тимберс», Эдди Джонсон перешёл из «Остин Ацтекс».
«Портленд Тимберс» сыграл дебютный матч в высшей лиге 19 марта 2011 года против «Колорадо Рэпидз», потерпев поражение со счётом 1:3. Автором первого гола «Тимберс» в MLS стал Кенни Купер. Первое очко в MLS «Тимберс» набрал 2 апреля 2011 года, сведя вничью 1:1 матч против «Нью-Инглэнд Революшн». Первую победу в MLS «Тимберс» одержал 14 апреля 2011 года, обыграв «Чикаго Файр» со счётом 4:2.
9 июля 2012 года Джон Спенсер был уволен после разгромного поражения со счётом 0:3 от «Реал Солт-Лейк». Гэвину Уилкинсону было поручено исполнять обязанность главного тренера до окончания сезона.
29 августа 2012 года было объявлено, что следующим главным тренером клуба станет Кейлеб Портер, чьё вступление в должность состоится в декабре. В сезоне 2013 «Портленд Тимберс» финишировал на первом месте в турнирной таблице Западной конференции и впервые пробился в плей-офф MLS, а также получил путёвку в Лигу чемпионов КОНКАКАФ 2014/15.
14 октября 2014 года «Портленд Тимберс» объявил о создании фарм-клуба в лиге USL Pro — «Портленд Тимберс 2», который начнёт выступление в сезоне 2015.
В сезоне 2015 «Портленд Тимберс» впервые стал чемпионом MLS — в матче за Кубок MLS был обыгран «Коламбус Крю» со счётом 2:1.
17 ноября 2017 года Кейлеб Портер покинул «Портленд Тимберс». 18 декабря 2017 года на пост главного тренера клуба был назначен Джованни Саваресе.
В сезоне 2018 «Портленд Тимберс» во второй раз дошёл до финала Кубка MLS, где проиграл «Атланте Юнайтед» со счётом 0:2.
Клуб победил в Турнире MLS is Back, которым был возобновлён сезон 2020, прерывавшийся из-за пандемии COVID-19. В финале турнира «Портленд Тимберс» обыграл «Орландо Сити» со счётом 2:1, получив место в Лиге чемпионов КОНКАКАФ 2021 и $300 тыс. призовых.
В сезоне 2021 «Портленд Тимберс» в третий раз пробился в финал Кубка MLS, где уступил «Нью-Йорк Сити» в серии пенальти.

## Текущий состав
| №  |                   | Поз. | Имя               | Год рождения |
| -- | ----------------- | ---- | ----------------- | ------------ |
| 1  | Флаг Канады       | Вр   | Максим Крепо      | 1989         |
| 5  | Флаг Аргентины    | Защ  | Клаудио Браво     | 1997         |
| 7  | Флаг Кот-д’Ивуара | Нап  | Франк Боли        | 1993         |
| 9  | Флаг Чили         | Нап  | Фелипе Мора       | 1993         |
| 10 | Флаг Аргентины    | ПЗ   | Себастьян Бланко  | 1988         |
| 11 | Флаг Польши       | Нап  | Ярослав Незгода   | 1995         |
| 13 | Флаг Хорватии     | Защ  | Дарио Жупарич     | 1992         |
| 14 | Флаг США          | Защ  | Джастин Расмуссен | 1998         |
| 15 | Флаг США          | Защ  | Эрик Миллер       | 1993         |
| 16 | Флаг США          | Нап  | Диего Гутьеррес   | 1999         |
| 17 | Флаг США          | Нап  | Тега Икоба        | 2003         |
| 18 | Флаг США          | Защ  | Зак Макгро        | 1997         |
| 19 | Флаг США          | ПЗ   | Эрик Уильямсон    | 1997         |
| 20 | Флаг Бразилии     | ПЗ   | Эвандер           | 1998         |

| №  |                 | Поз. | Имя                | Год рождения |
| -- | --------------- | ---- | ------------------ | ------------ |
| 21 | Флаг Колумбии   | ПЗ   | Диего Чара         | 1986         |
| 22 | Флаг Парагвая   | ПЗ   | Кристиан Паредес   | 1998         |
| 23 | Флаг Колумбии   | Нап  | Йимми Чара         | 1991         |
| 24 | Флаг Аргентины  | ПЗ   | Давид Айяла        | 2002         |
| 26 | Флаг США        | Вр   | Хантер Салт        | 2002         |
| 27 | Флаг Колумбии   | Нап  | Дайрон Асприлья    | 1992         |
| 28 | Флаг Венесуэлы  | Защ  | Пабло Бонилья      | 1999         |
| 29 | Флаг Колумбии   | Защ  | Хуан Давид Москера | 2002         |
| 30 | Флаг Колумбии   | ПЗ   | Сантьяго Морено    | 2000         |
| 31 | Флаг Словении   | Вр   | Альяж Ивачич       | 1993         |
| 33 | Флаг ДР Конго   | Защ  | Ларрис Мабьяла     | 1987         |
| 44 | Флаг Коста-Рики | ПЗ   | Марвин Лория       | 1997         |
| 99 | Флаг Бразилии   | Нап  | Натан Фогаса       | 1999         |

## Символика

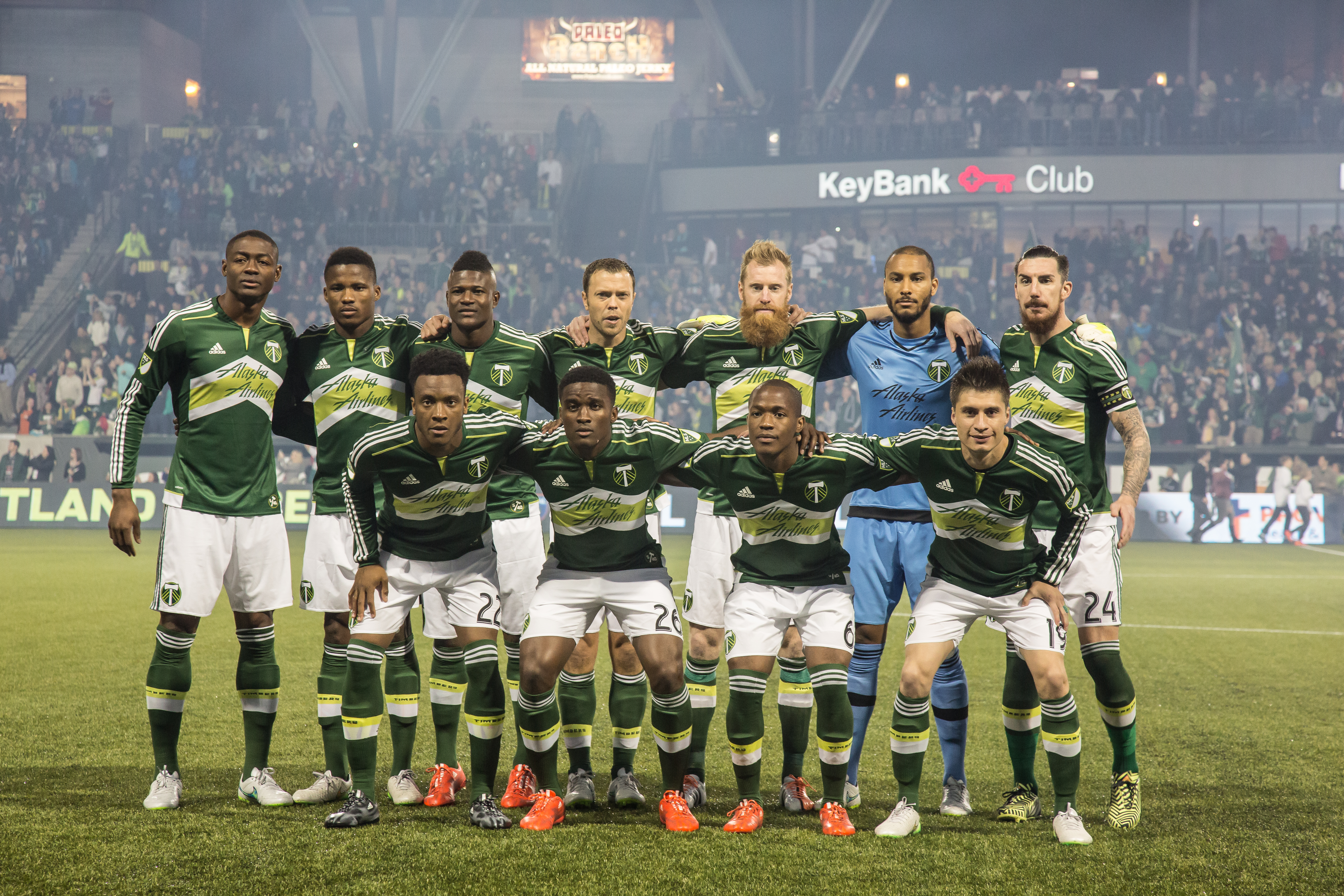
«Портленд Тимберс» в сезоне 2015

### Эмблема и цвета
Название «Тимберс» (англ. timber, «строевой лес, древесина»), а также двусторонний топор на эмблеме отдают дань лесозаготовительной индустрии региона. Три шеврона в форме сосны символизируют историческое участие клуба в трёх лигах — оригинальной Североамериканской футбольной лиге, Объединённых футбольных лигах (USL) и MLS. Цвета на логотипе отдают дань типичным представителям орегонской флоры — жёлтой сосне и мху.
Альтернативный красный цвет униформы отдаёт дань официальному прозвищу Портленда — «Город роз», в честь многочисленных розариев, расположенных в городе.

### Форма

#### Домашняя
| 2011—2013 | 2013—2015 | 2015—2017 | 2017—2019 | 2019—2021 | 2021—2023 | 2023—2025 | 2025—н. в. |

#### Гостевая
| 2011—2013 | 2013—2014 | 2014—2016 | 2016—2018 | 2018—2020 | 2020—2022 | 2022—2024 | 2024—н. в. |

#### Резервная
| 2012—2014 | 2014—2016 | 2024—н. в. |

Источники:,

### Экипировка
| Период     | Производитель | Период          | Титульный спонсор | Период     | Рукавный спонсор |
| ---------- | ------------- | --------------- | ----------------- | ---------- | ---------------- |
| 2011—н. в. | Adidas        | 2011—2024       | Alaska Airlines   | 2023—2024  | TikTok           |
| 2011—н. в. | Adidas        | 2024 2024—н. в. | DaBella Tillamook | 2023-н. в. | Apple TV+        |

## Главные тренеры
- Джон Спенсер (1 декабря 2010 — 9 июля 2012)
- Гэвин Уилкинсон (9 июля 2012 — 28 октября 2012, и. о.)
- Кейлеб Портер (8 января 2013 — 17 ноября 2017)
- Джованни Саваресе (18 декабря 2017 — 21 августа 2023)
- Майлз Джозеф (21 августа 2023 — 6 ноября 2023, и. о.)
- Фил Невилл (6 ноября 2023 — н. в.)

## Достижения
- Обладатель Кубка MLS (1): 2015
- Победитель Турнира MLS is Back (2020)